# Trakten omkring Stockholm i IX blad

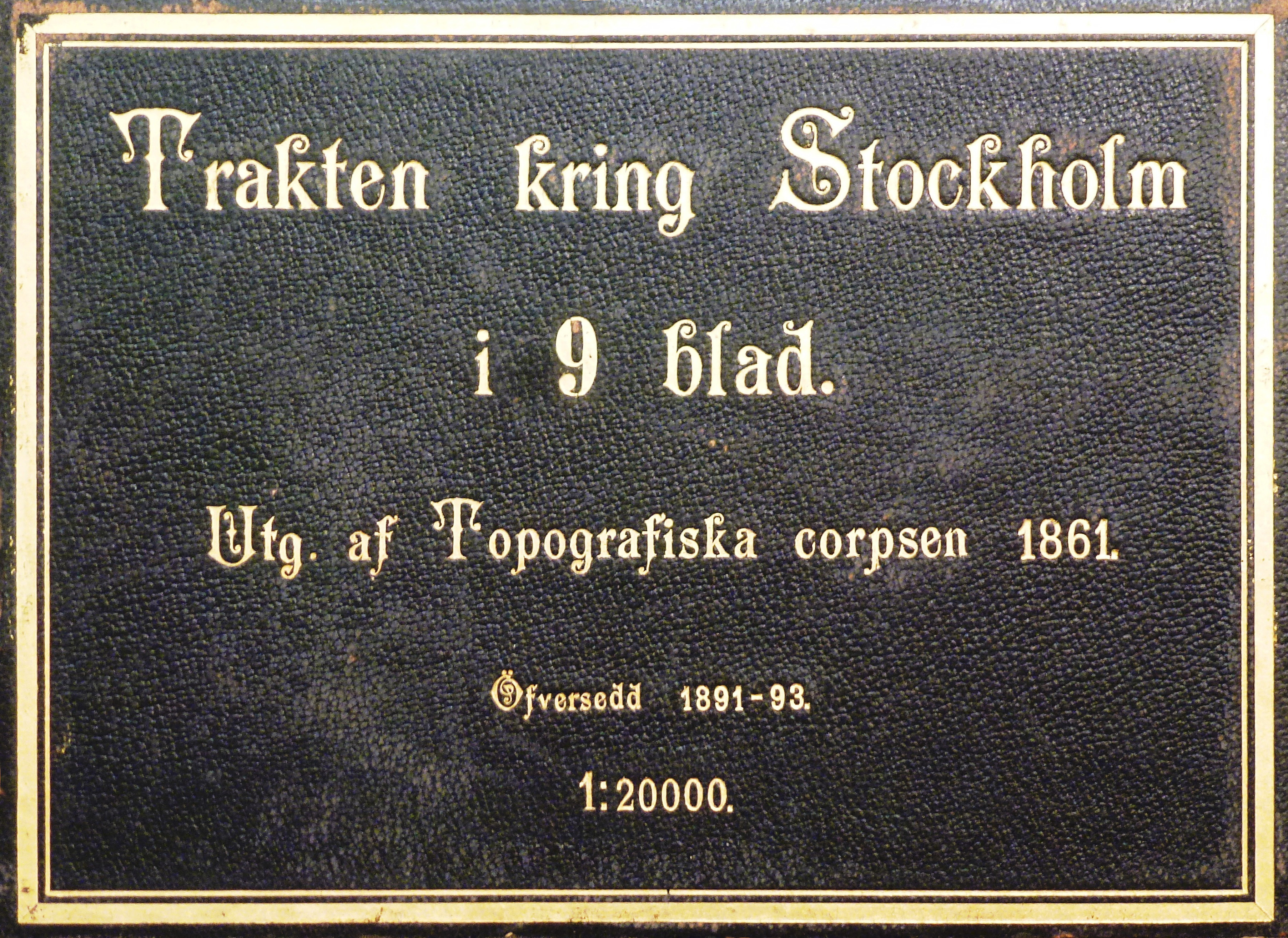

Trakten omkring Stockholm i IX blad är ett historiskt kartverk över Stockholm med omgivning, som utgavs år 1861 av Topografiska corpsen efter att hemligstämpeln hävts 1857. De sista uppmätningarna utfördes 1843-1849 och kartorna reviderades sedan dess flera gånger ända in på 1930-talet och utgjorde underlag för Stockholms översiktliga planeringsdokument fram till 1950-talet. Kartverket visar ännu idag Stockholms naturlandskap på ett oöverträffat tydligt sätt. Verket förvaras bland annat i Stockholms stadsarkiv och på Stockholms stadsbibliotek.

## Historik

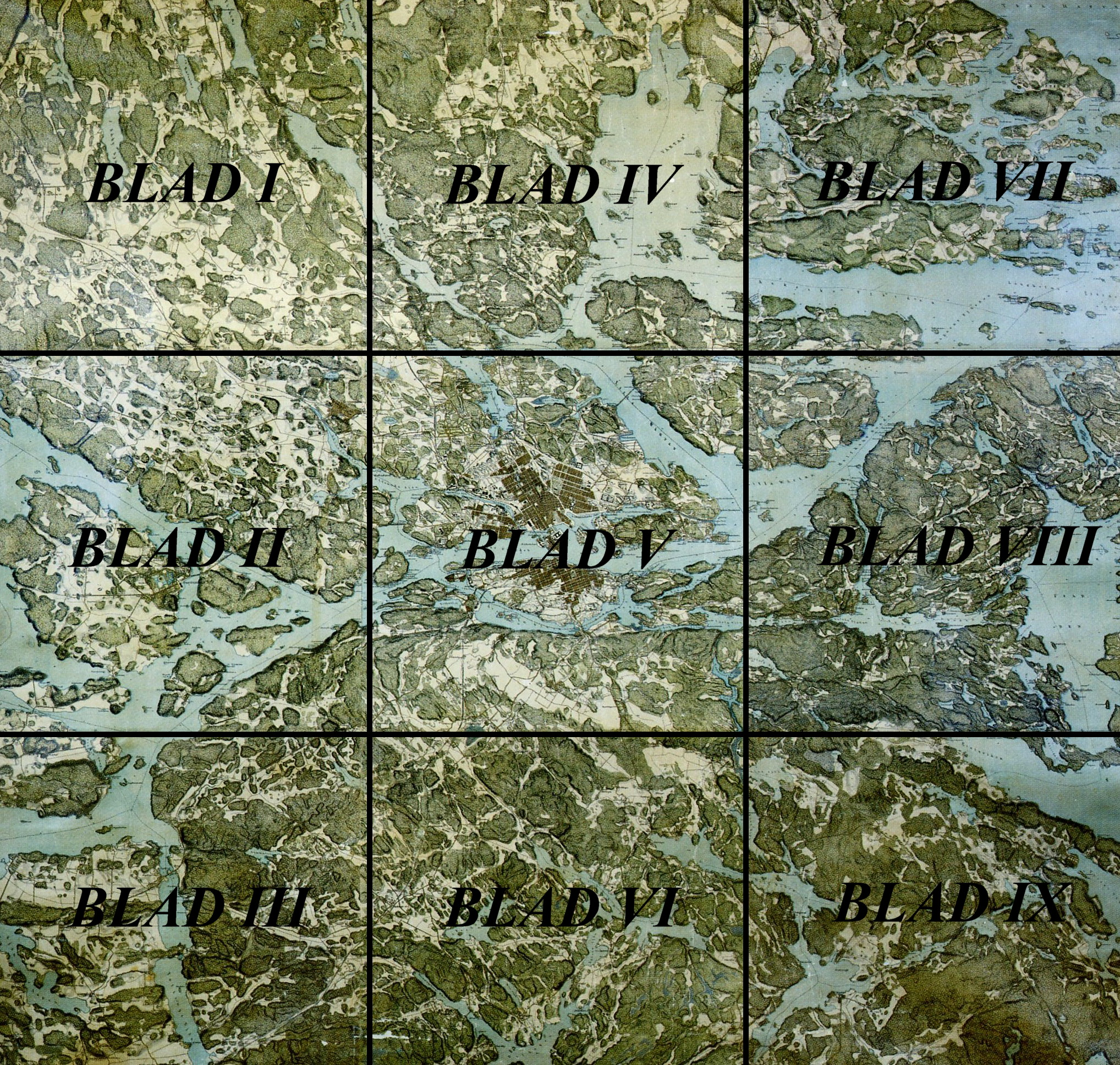
Bladindelning: uppifrån och ner, och från vänster till höger.

År 1831 bildades Topografiska corpsen som blev Sveriges officiella geografiska kartutgivare. För Stockholms del utgavs 1861 Topografiska corpsens karta Trakten omkring Stockholm i IX blad. Kartorna framställdes som gravyrer på kopparplåtar i fyra färger (svart, brunt, blått och grönt) och första trycket för allmänheten utfördes vid Generalstabens litografiska anstalt år 1861. Storleken på bladen är 53 centimeter bredd och 54 centimeter höjd (kartytan). Utgivare var Kungliga krigsarkivet och huvudkommissionär var  bokförläggaren Adolf Bonnier.
Förarbetena sträckte sig tillbaka till 1800-talets början när Fältmätningskåren år 1805 fick uppdraget att skapa en exakt karta över Stockholmstrakten med hjälp av det omfattande kartunderlaget som fanns vid den tiden. De slutgiltiga uppmätningarna utfördes åren 1843 till 1845. Då var kartornas redovisningssätt och teckenförklaringssystem bestämt. Skalan var 1:20 000, höjdsiffrorna angavs i meter och kartan fick sitt typiskt gröntonade utseende.
Verksamheten var hemlig eftersom kartmaterialet var krigsviktiga dokument. Utgivningen till allmänheten skedde först år 1861 sedan hemligstämpeln hävts 1857.  En första översyn gjordes år 1859, då kompletterades blad V (Stockholm) med Södra stambanan. I en bearbetning från 1891-1895 lades exempelvis alla nya järnvägslinjer in samt Värtagasverket, Värtahamnen, Lidingöbron och  nya kaserner, skolor och industrier.
Kartverket reviderades flera gånger av Stockholms stad för egen planering ända in på 1930-talet och utgjorde underlag för Stockholms översiktliga planeringsdokument fram till 1950-talet.

## Kartverkets område och symboler
Kartverkets nio blad täcker ett geografiskt område från Rönningesjön i norr till Orlången i söder och från Mörbyfjärden i väster till Baggensfjärden i öster. Kartorna utgjorde ett mycket exakt dokument över hur Stockholms omgivningar såg ut under 1800-talets första hälft och detaljer som milstolpar, väderkvarnar, gästgivaregårdar, herrgårdar, tingshus, trädgårdar, skeppsvarv och sågverk angavs. Till och med om en kyrka var byggd av sten eller trä framgick, liksom tillhörande prästgård.
Symboler för exempelvis gränser, vägar, vattendrag, järnvägar, broar, tunnlar och olika byggnadstyper blev enhetliga för hela kartverket liksom sättet att redovisa berg, kärr, lövskog och barrskog. De flesta symbolerna har fortfarande giltighet och används för exempelvis Lantmäteriets fjällkarta.

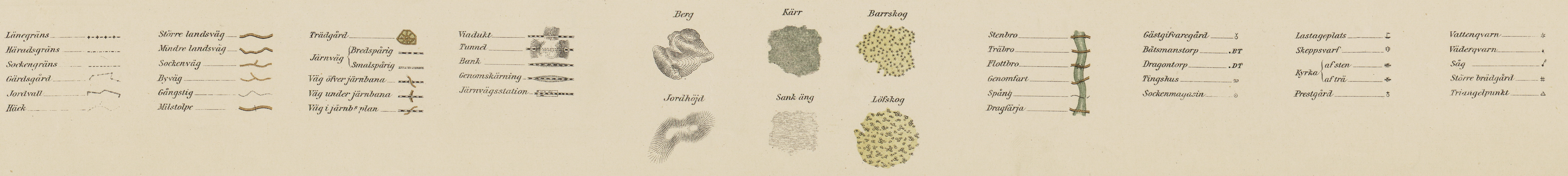
Teckenförklaring.

## Kartverkets nio blad

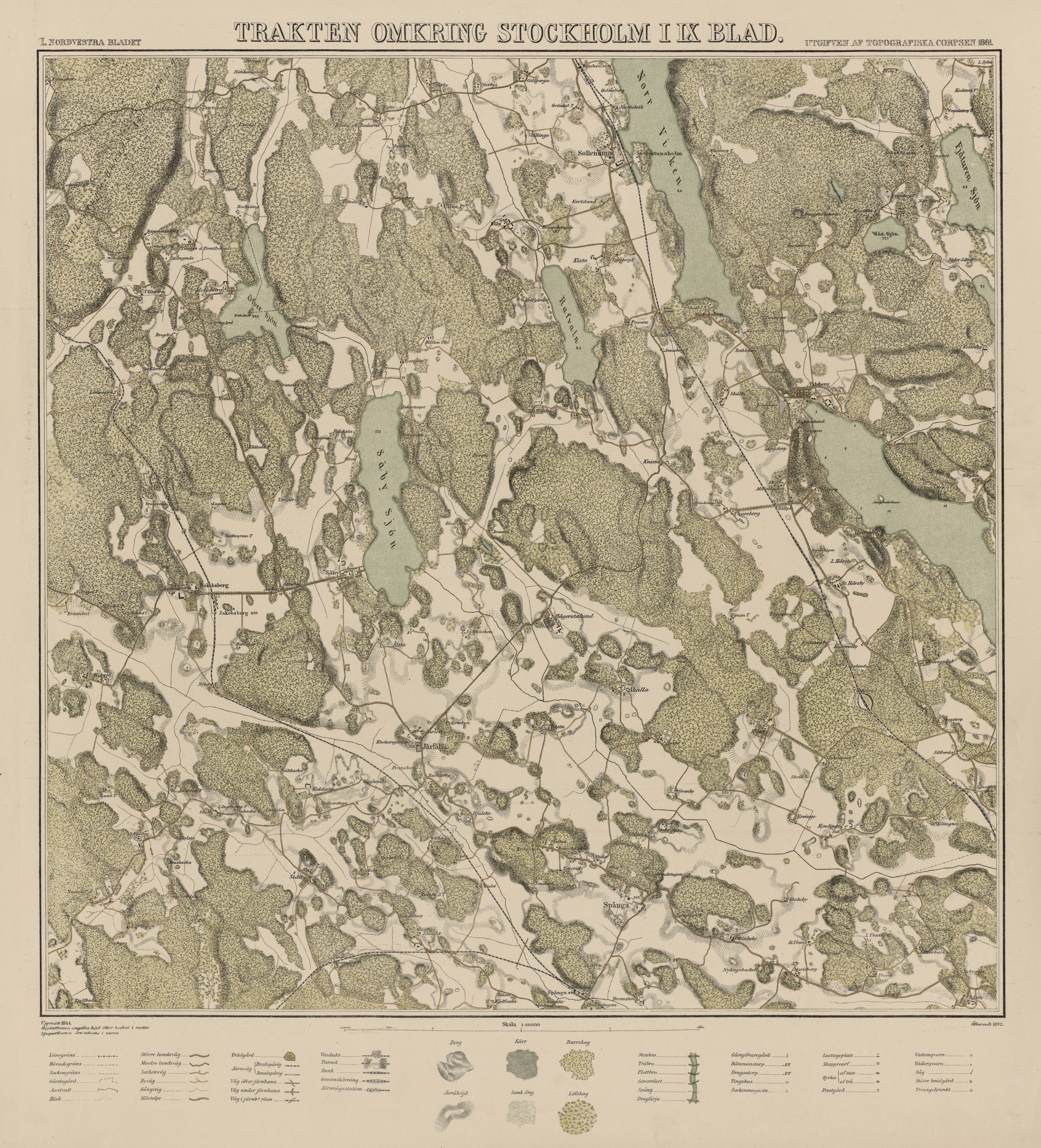
Blad I: Nordvästra bladet, uppmätt 1844
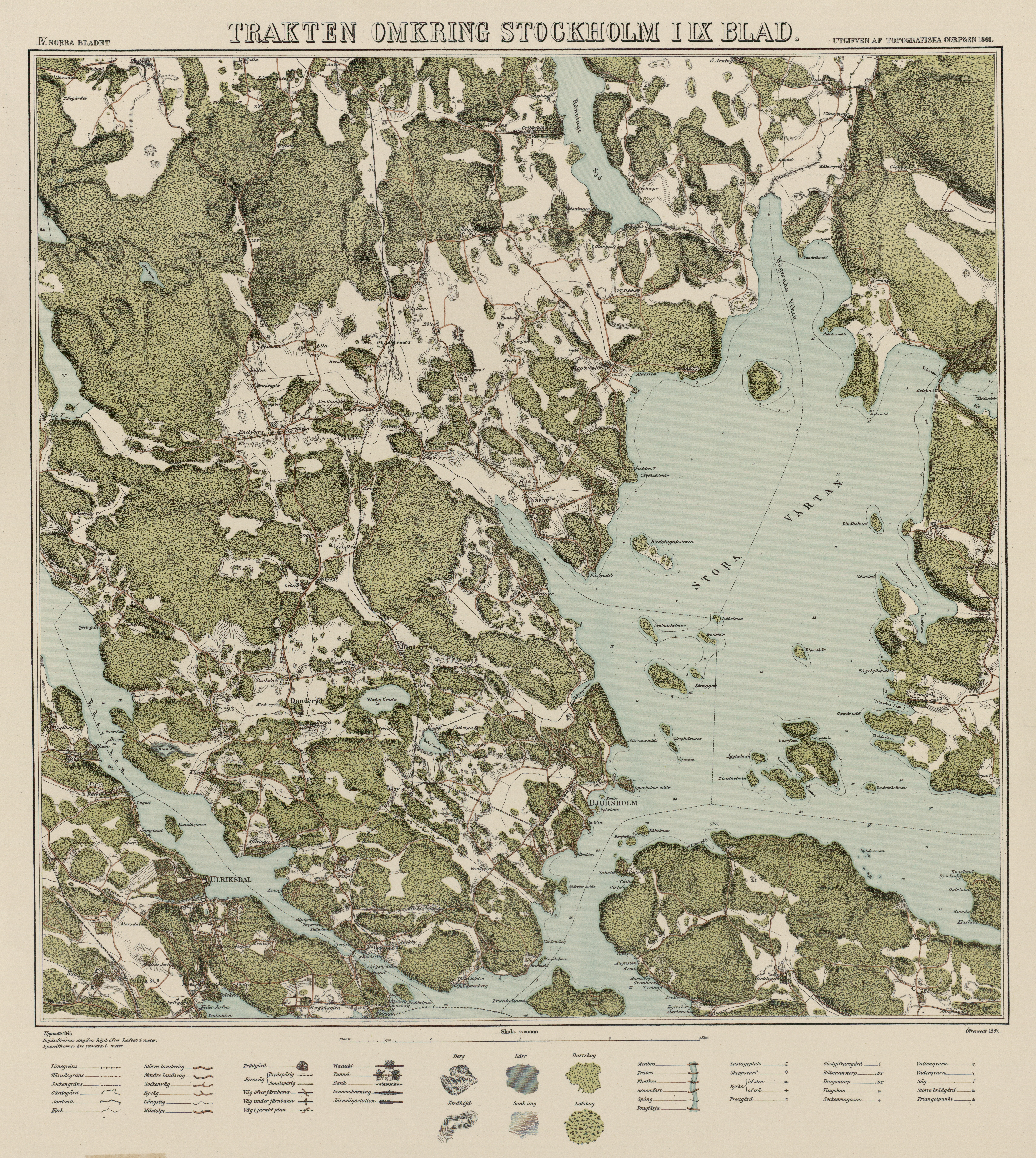
Blad IV: Norra bladet, uppmätt 1845
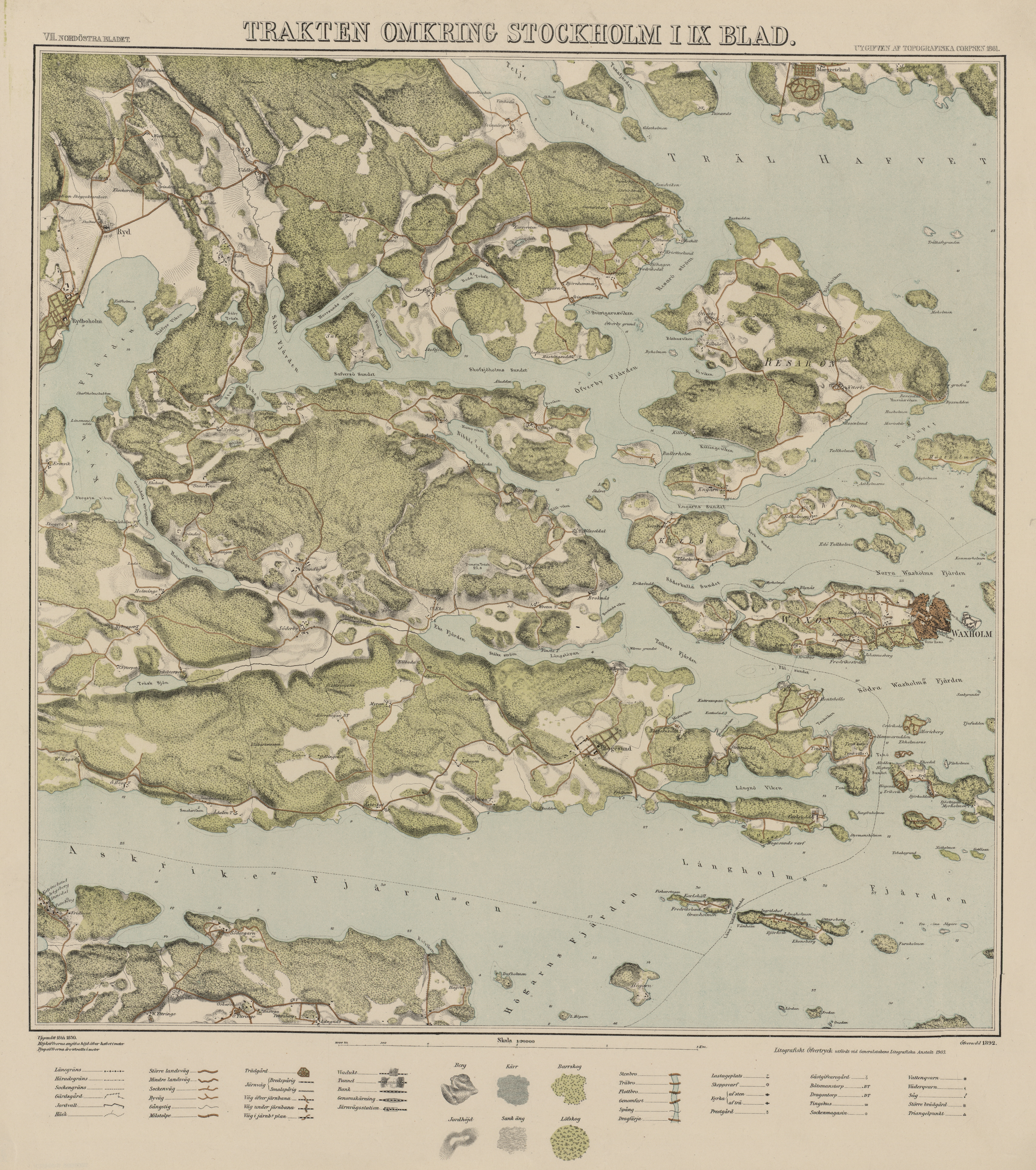
Blad VII: Nordöstra bladet, uppmätt 1844
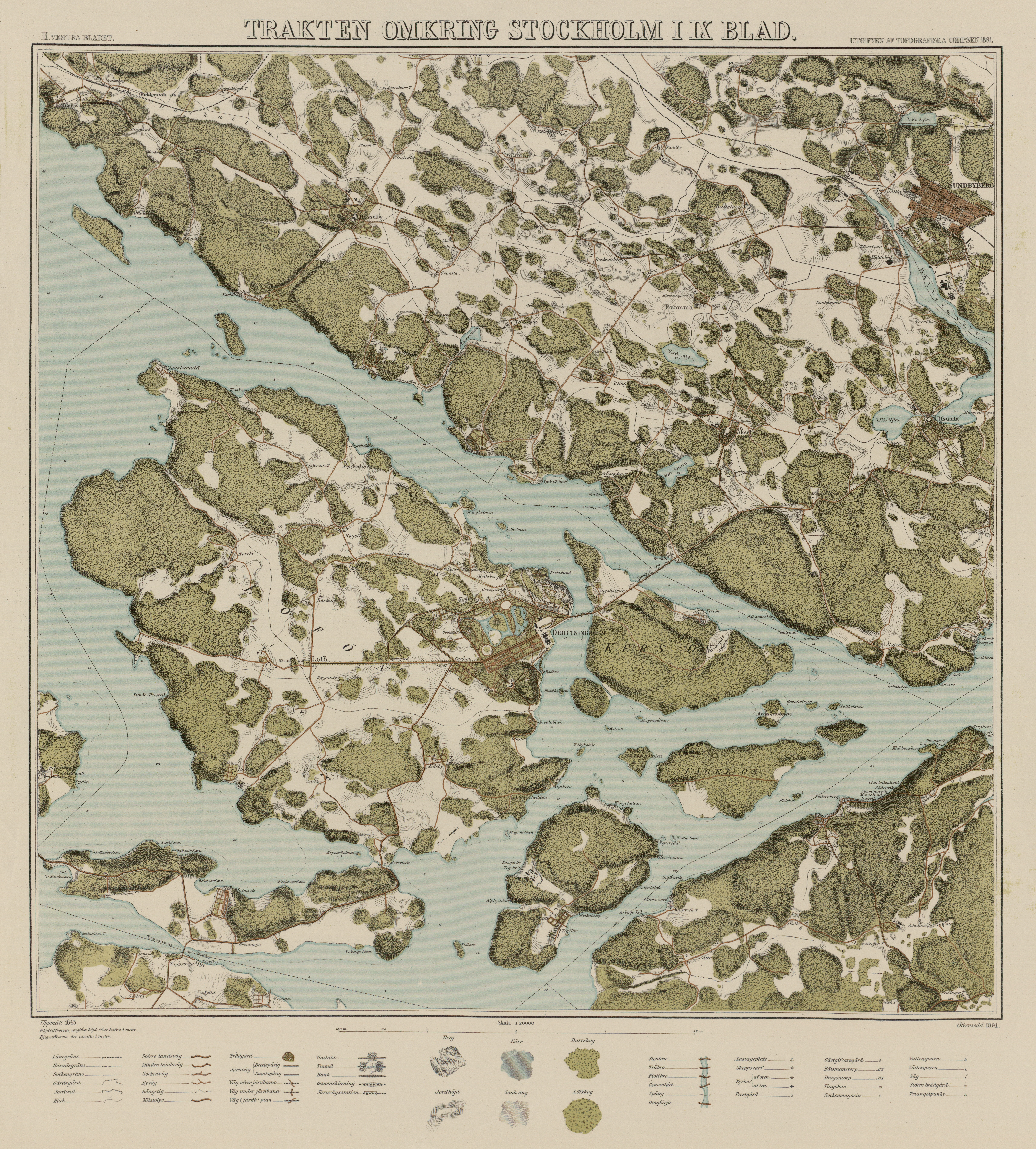
Blad II: Västra bladet, uppmätt 1845
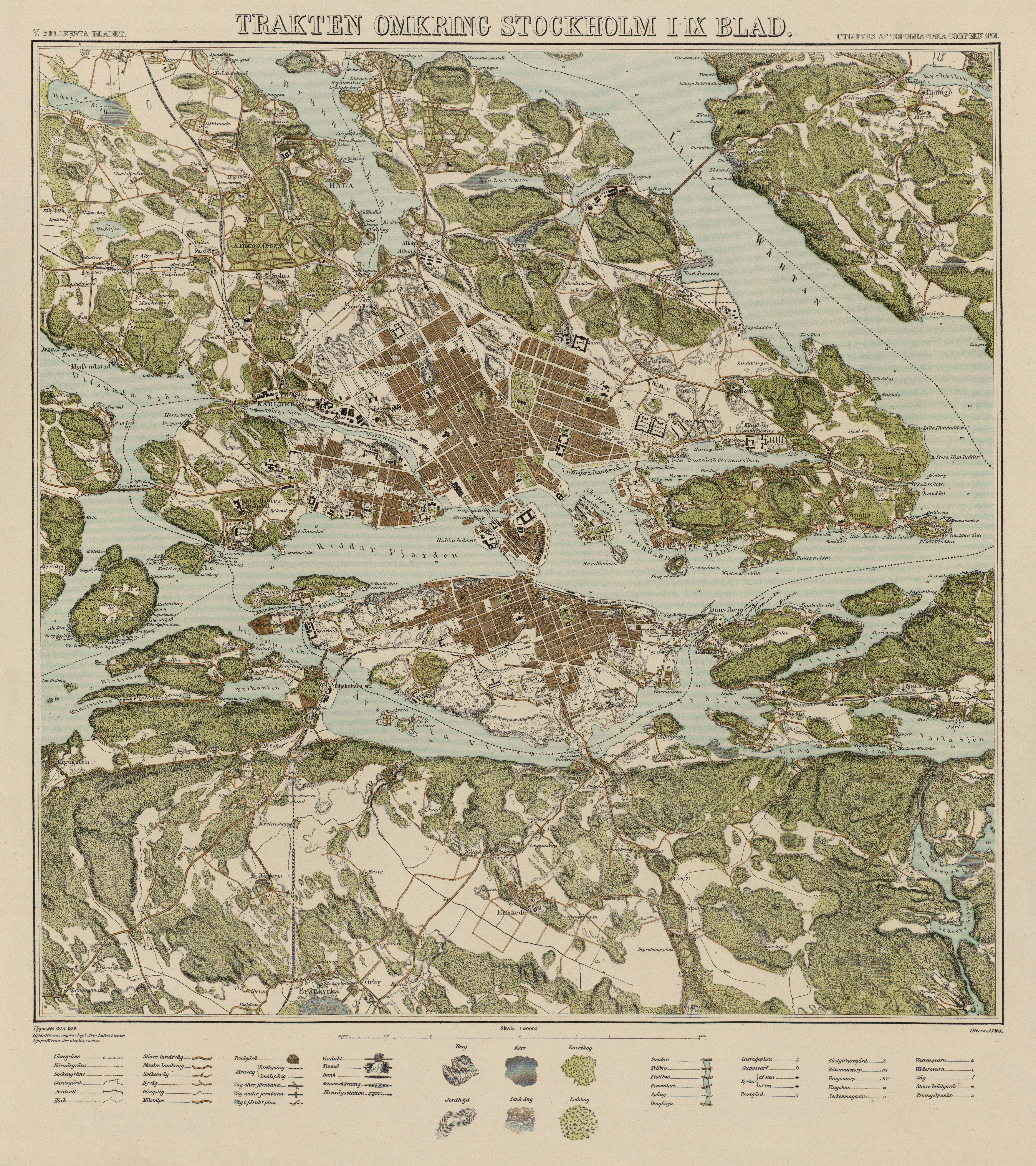
Blad V: Mellersta bladet, uppmätt 1844–1845
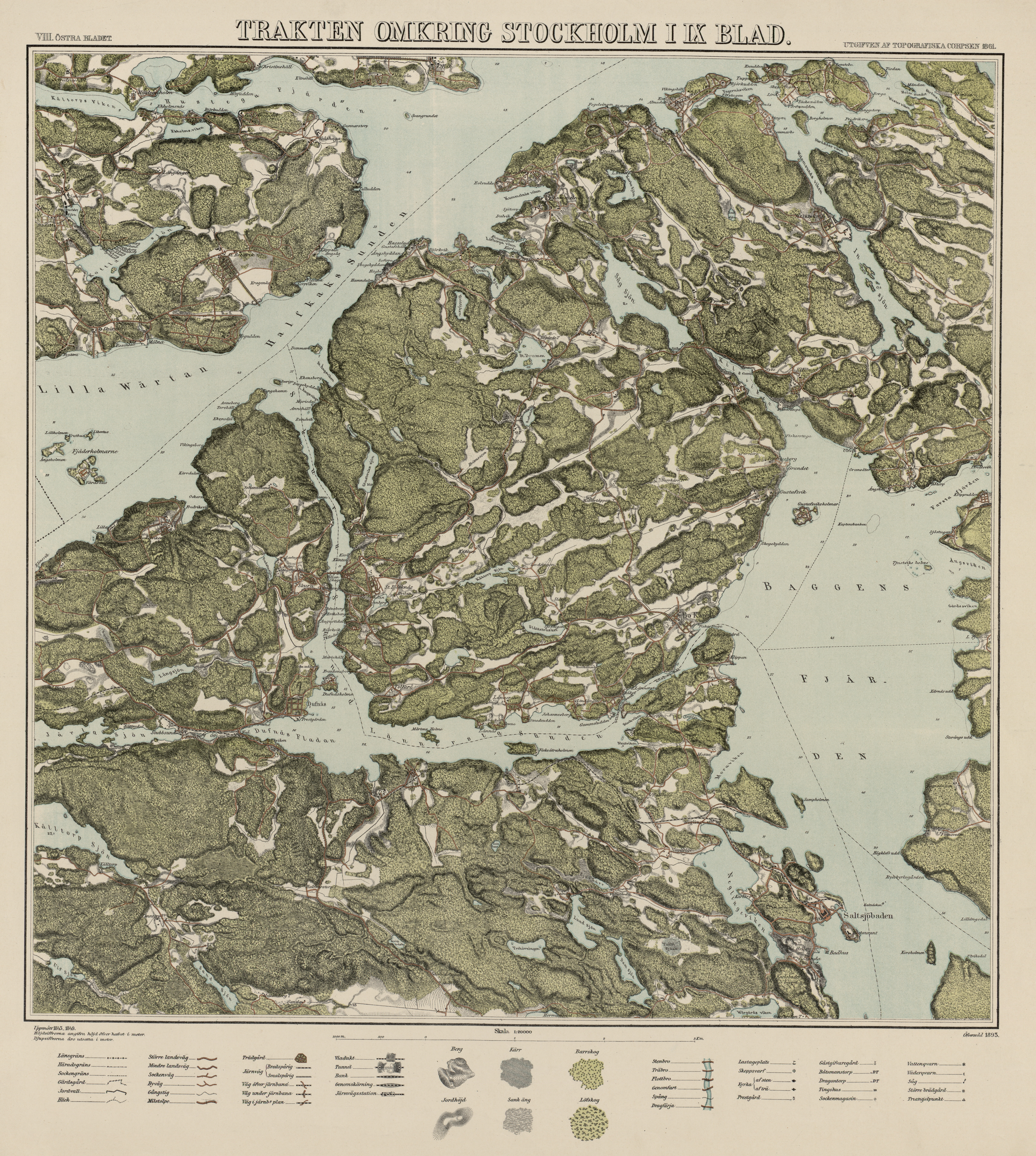
Blad VIII: Östra bladet, uppmätt 1845–1849
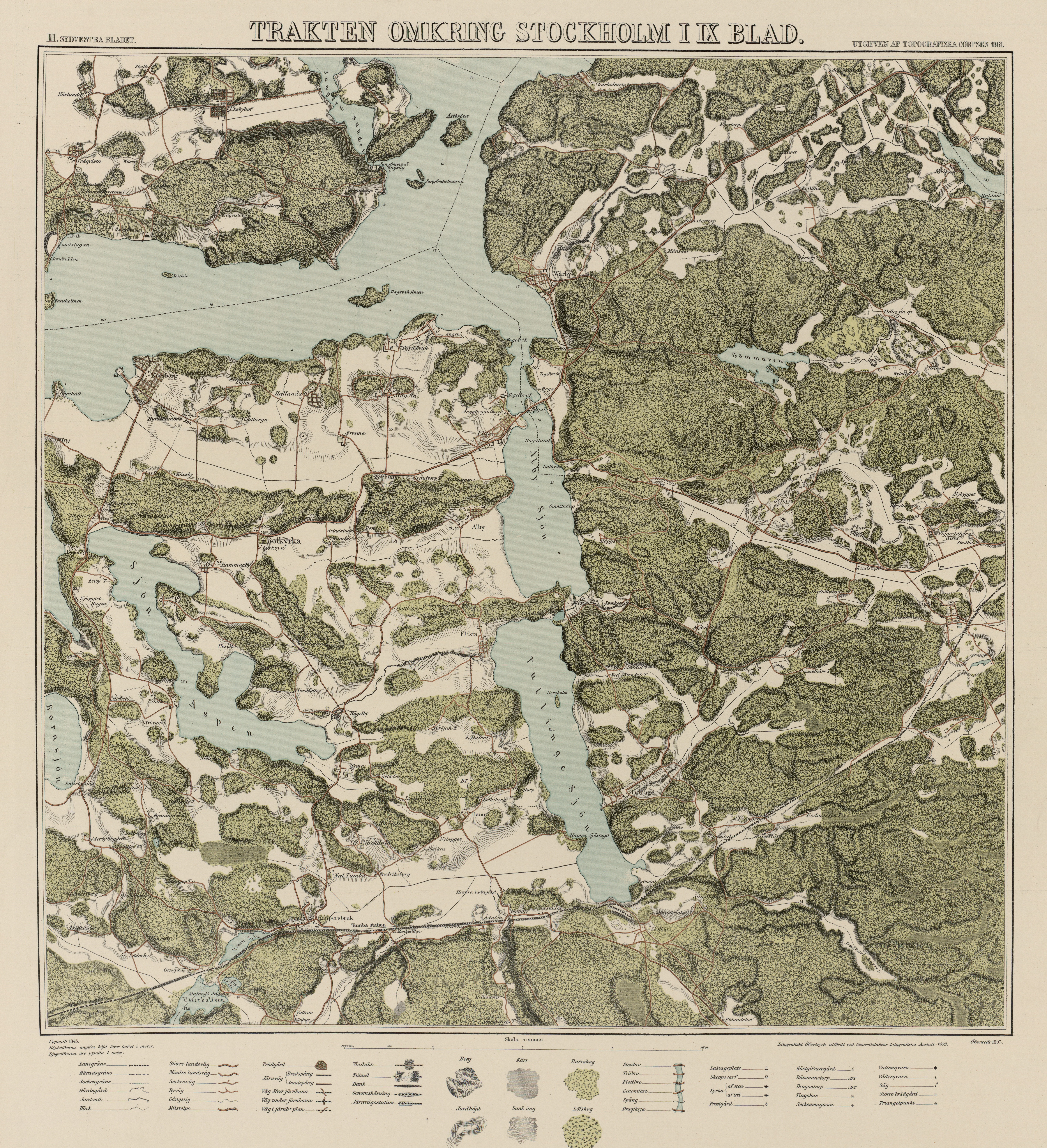
Blad III: Sydvästra bladet, uppmätt 1845
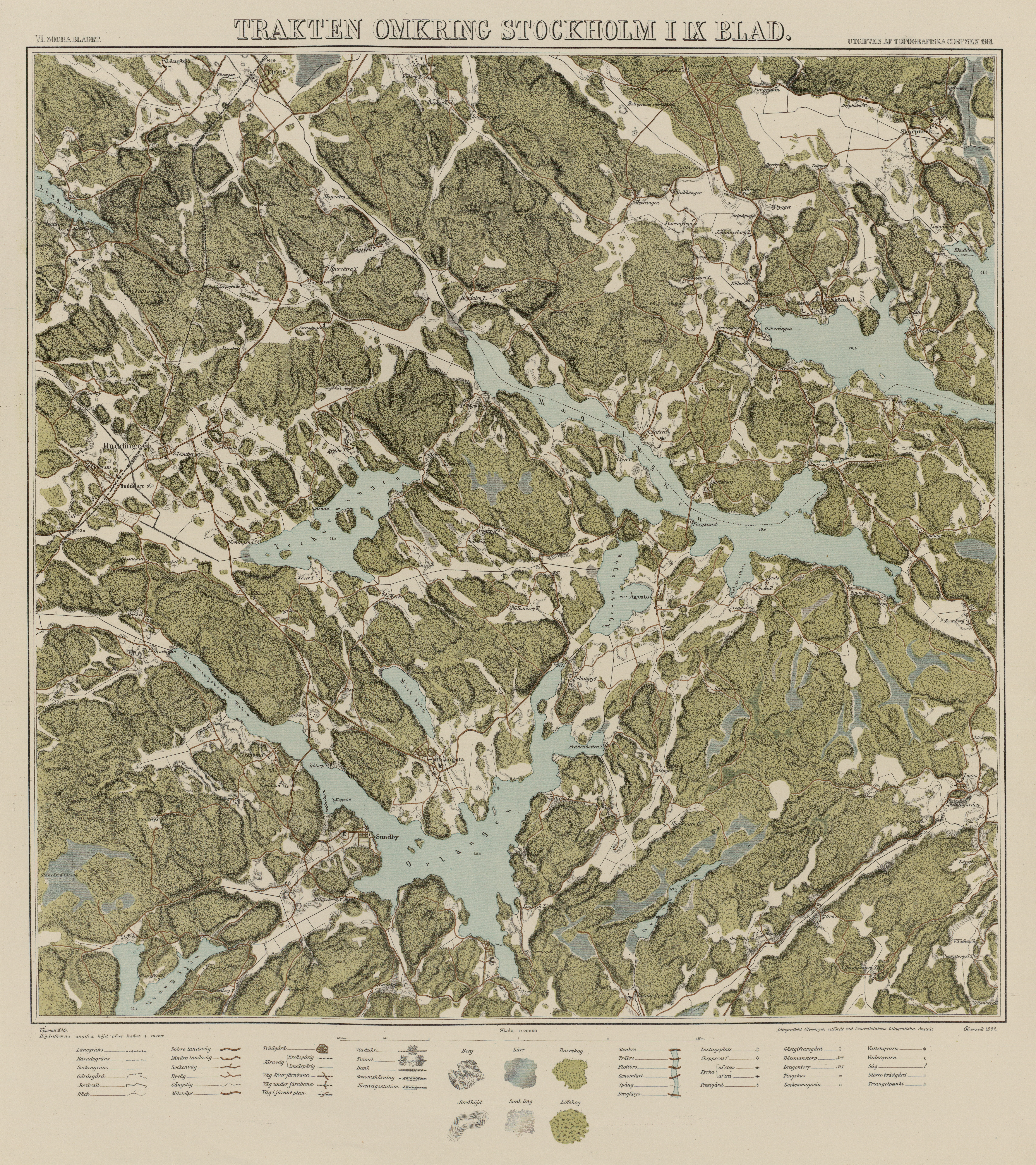
Blad VI: Södra bladet, uppmätt 1849
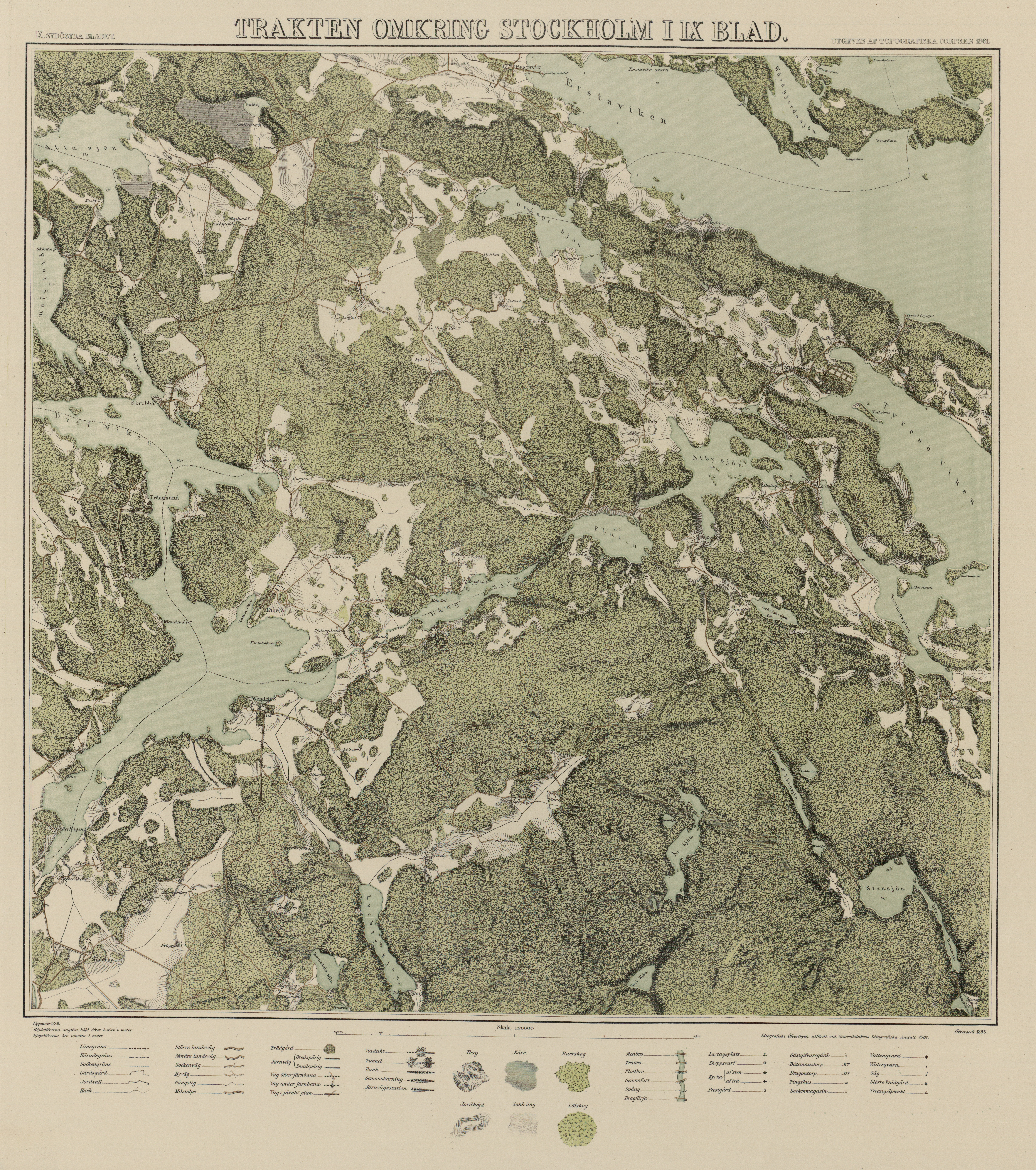
Blad IX: Sydöstra bladet, uppmätt 1849